# Double Live (Garth Brooks)
Double Live è un album dal vivo del cantante country statunitense Garth Brooks, pubblicato il 17 novembre 1998.

## Tracce
Disco 1
1. Callin' Baton Rouge – 2:58 (Dennis Linde)
2. Two of a Kind, Workin' on a Full House – 2:44 (Warren Haynes, Dennis Robbins, Bobby Boyd)
3. Shameless – 3:55 (Billy Joel)
4. Papa Loved Mama – 2:51 (Kim Williams, Garth Brooks)
5. The Thunder Rolls (The Long Version) – 4:48 (Pat Alger, Garth Brooks)
6. We Shall Be Free – 4:43 (Stephanie Davis, Garth Brooks)
7. Unanswered Prayers – 3:41 (Pat Alger, Larry Bastian, Garth Brooks)
8. Standing Outside the Fire – 3:43 (Jenny Yates, Garth Brooks)
9. Longneck Bottle (feat. Stevie Wariner) – 2:42 (Rick Carnes, Steve Wariner)
10. It's Your Song – 4:18 (Pam Wolfe, Benita Hill)
11. Much Too Young (To Feel This Damn Old) – 3:12 (Randy Taylor, Garth Brooks)
12. The River – 3:48 (Victoria Shaw, Garth Brooks)
13. Untitled Track – 0:06
14. Tearin' It Up (And Burnin' It Down) – 3:56 (Kent Blazy, Kim Williams, Garth Brooks)

Disco 2
1. Ain't Goin' Down ('Til the Sun Comes Up) – 4:45 (Kim Williams, Kent Blazy, Garth Brooks)
2. Rodeo – 3:44 (Larry Bastian)
3. The Beaches of Cheyenne – 3:51 (Dan Roberts, Bryan Kennedy, Garth Brooks)
4. Two Piña Coladas – 4:38 (Shawn Camp, Hill, Sandy Mason)
5. Wild as the Wind (feat. Trisha Yearwood) – 4:13 (Pete Wasner, Charles John Quarto)
6. To Make You Feel My Love – 3:17 (Bob Dylan)
7. That Summer – 4:42 (Pat Alger, Sandy Mahl, Garth Brooks)
8. American Honky-Tonk Bar Association – 4:05 (Bryan Kennedy, Jim Rushing)
9. If Tomorrow Never Comes – 3:44 (Kent Blazy, Garth Brooks)
10. The Fever – 3:40 (Steven Tyler, Joe Perry, Bryan Kennedy, Dan Roberts)
11. Friends in Low Places (The Long Version) – 8:56 (Earl "Bud" Lee, DeWayne Blackwell)
12. The Dance – 3:56 (Tony Arata)

## Classifiche

### Classifiche settimanali
| Classifica (1998) | Posizione massima |
| ----------------- | ----------------- |
| Australia         | 43                |
| Canada            | 1                 |
| Norvegia          | 15                |
| Regno Unito       | 57                |
| Stati Uniti       | 1                 |

### Classifiche di fine anno
| Classifica (1999) | Posizione |
| ----------------- | --------- |
| Stati Uniti       | 6         |